# Уитли, Ким
Ким Уитли (англ. Kym Whitley, род. 7 июня 1961) — американская актриса и комедиантка.
Уитли родилась в Шейкер-Хайтс, штат Огайо, и окончила Университет Фиска в Нашвилле, штат Теннесси. Начиная с 1990-х она появилась в более восьмидесяти телевизионных шоу и фильмах, в первую очередь исполняя роли второго плана в ситкомах. Её первая регулярная роль была в ситкоме UPN «Спаркс» с 1996 по 1998 год. С тех пор у неё были второстепенные роли в «Моя жена и дети», «Паркеры», «Такая Рейвен», «Долго и счастливо» и «Будем вместе», а также гостевые в «Анатомия страсти», «Красотки в Кливленде», «Две девицы на мели» и «Папочка». В 2012 году она снялась в недолго просуществовавшем ситкоме NBC «Ветеринарная клиника», а в 2014 году начала сниматься в «Молодые и голодные» на ABC Family. Также начиная с 2013 года Уитли выступает в собственном реалити-шоу Raising Whitley на OWN, в центре сюжета которого находится её жизнь после усыновления ребёнка.
Вне телевидения, Уитли имела роли в фильмах «Следующая пятница» (2000), «А вот и Полли» (2004), «Идеальный мужчина» (2005), «Папина дочка» (2008), «Чёрный динамит» (2009), «Мы купили зоопарк» (2011), «Билет на Vegas» (2012) и «Дом с паранормальными явлениями 2» (2014).

## Избранная фильмография
| Год  |   | Русское название   | Оригинальное название | Роль       |
| ---- | - | ------------------ | --------------------- | ---------- |
| 2013 | с | Две девицы на мели | 2 Broke Girls         | Ширли      |
| 2019 | с | Флоридские девушки | Florida Girls         | мама Шелби |